# Danelagh

Anglia w roku 878

Danelagh, Danelaw – za panowania Alfreda Wielkiego, obszar jurysdykcji duńskiej w północno-wschodniej części Anglii oddzielony linią demarkacyjną od Wesseksu. Powstał na mocy traktatu z 878 roku między Alfredem, królem Wesseksu, a pokonanym przezeń w bitwie pod Ethandun dowódcą duńskich wikingów, Guthrumem. Traktat nie był korzystny dla Wesseksu, bo choć Londyn znalazł się pod władzą Alfreda, to handel morski Londynu był nadzorowany przez Duńczyków. 
Określenie „Duńczycy” w kontekście średniowiecznych podbojów wikingów nie oznacza ani narodu, ani jakiejś grupy etnicznej, pochodzi bowiem od staroangielskiego słowa thegn (wojownik) i używane było w odniesieniu do Normanów napadających grupami północne wybrzeża imperium Karolingów.
Pomimo odzyskania przez Anglosasów w pierwszej połowie X wieku kontroli nad obszarem Danelagh, odrębności prawne oraz językowe przetrwały tam do XII – XIII wieku.